# Armeniskt björnbär
Armeniskt björnbär (Rubus armeniacus) är en rosväxtart som beskrevs av Wilhelm Olbers Focke. Armeniskt björnbär ingår i släktet rubusar, och familjen rosväxter. Inga underarter finns listade i Catalogue of Life.

## Bildgalleri

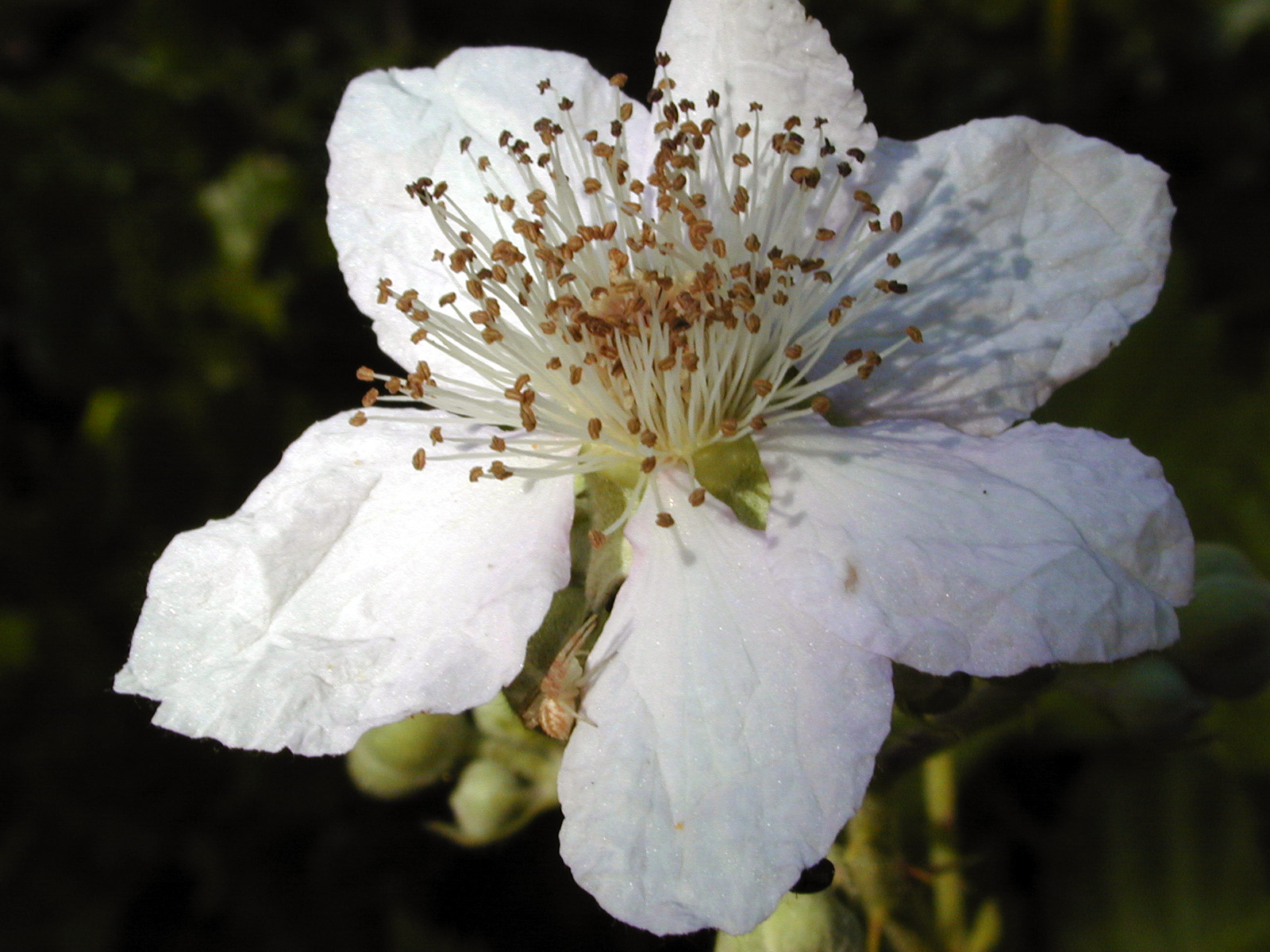